# Lex rhodia de iactu
Lex Rhodia de Iactu (del latín, literalmente: “la ley de Rodas sobre las mercancías lanzadas desde un barco”) o Echazón. Se trata de un grupo de normas que fueron creadas sobre el 475 a. C. y es considerado como el primer código marítimo de la historia. Así, esta ley es una codificación reguladora de numerosas materias en derecho marítimo. Esta ley disponía que la pérdida ocasionada por la echazón fuera soportada proporcionalmente por todos los interesados. Así, el armador y los dueños de las mercancías salvadas debían indemnizar a los propietarios de las mercancías que el capitán había ordenado arrojar al mar.

## Historia
La lex Rhodia se extendió rápidamente por todo el ámbito mediterráneo sirviendo a Roma y a Bizancio de inspiración para sus respectivas futuras legislaciones marítima.
En el siglo I a. C. la acumulación de capital y la introducción de mejores métodos comerciales e industriales, generó un gran progreso en las ciudades griegas, fenómeno del que destaca la creación de reglas para regular el Comercio marítimo y que permaneció vigente durante el Imperio Romano. 
El modelo de la lex Rhodia fue introducido en el Digesto de Justiniano, en el cual aparecen reproducidos sus preceptos referentes a la echazón y que aparece en el libro XIV del Digesto.
Algunas cuestiones que se plantean sobre esta ley se centran por ejemplo en dilucidar si se trataba de un código o de un conjunto de disposiciones, si fue asimilado por Roma o simplemente coexistía con el resto de codificaciones imperiales, o simplemente existen dudas acerca del objetivo concreto que perseguía la regulación del tráfico marítimo mediante esta disposición. A raíz de esta cuestión se plantea la posibilidad de que el régimen romano del iactu se viera influido por esta lex Rhodia, o si, por el contrario, la lex Rhodia conformaba una disposición aparte de origen griego, que cubría las controversias locales en relación con la echazón. 
En última instancia, aunque la doctrina está lejos de ser unánime, se cree que la lex Rhodia no es sólo un montón de costumbres recogidas bajo un único nombre, sino más bien es una serie de leyes que los romanos tomaron y transcribieron al Digesto en la medida en que les interesaba.